# Quastenflosser
Die Quastenflosser (Coelacanthiformes, „Hohlstachler“, von altgriechisch κοῖλος koílos „hohl“ und ἄκανθα akantha „Stachel, Dorn“; auch Coelacanthimorpha, Actinistia) sind eine Gruppe der Knochenfische in der Überklasse der Fleischflosser (Sarcopterygii). Ihre nächsten Verwandten sind die Lungenfische (Dipneusti) und die Landwirbeltiere (Tetrapoda).
Fossil sind etwa 70 Arten der Quastenflosser in 28 Gattungen bekannt. Ihr Fossilbericht setzt im Unterdevon vor etwa 409 Millionen Jahren ein und bricht in der späten Oberkreide vor mehr als 70 Millionen Jahren ab. Daher ging man bis zur Entdeckung des rezenten Quastenflossers, des Komoren-Quastenflossers (Latimeria chalumnae) 1938 im Indischen Ozean vor Südafrika, davon aus, dass die Quastenflosser das Massenaussterben am Ende der Kreidezeit vor 66 Millionen Jahren (Kreide-Paläogen-Grenze) nicht überstanden hatten. 1997 wurde vor der indonesischen Insel Sulawesi eine sehr ähnliche zweite Art entdeckt und als Manado-Quastenflosser (Latimeria menadoensis) beschrieben. Die rezenten Quastenflosser gehören zu den bekanntesten „lebenden Fossilien“.

## Namensgebung
Der Name „Quastenflosser“ stammt von der veralteten wissenschaftlichen Bezeichnung „Crossopterygii“ (altgriechisch κρόσσος króssos „Troddel, Quaste“ und πτέρυξ ptéryx, „Flügel“) und bezieht sich auf die pinsel- beziehungsweise quastenförmige Ausbildung der sechs Ruderflossen (P, V, D2 und A). Das Taxon „Crossopterygii“ ist heute veraltet und gilt als paraphyletisch, da darin die beiden Reihen Actinistia (mit den rezenten Latimerien) und die fossilen Rhipidistia, die den Landwirbeltieren näherstanden, vereinigt waren.
Bei der Klassifikation bestehen in der Nomenklatur zwischen den Taxa Klasse und  Ordnung kleine Unstimmigkeiten. So werden in einem System (Nelson, 2006), das meist verwendet wird, die Actinistia und die Coelacanthimorpha synonym behandelt und als Unterklasse betrachtet. Im anderen, weniger gebräuchlichen System werden die Coelacanthimorpha als Infraklasse (englisch infraclass) und die Actinistia als Unterklasse (englisch subclass) betrachtet. Einigkeit bei der Nomenklatur besteht in beiden Fällen bei der Ordnung (Coelacanthiformes) und der Klasse (Sarcopterygii). Der Begriff „Quastenflosser“ ist keinem Taxon klar zugeordnet. Für Coelacanthimorpha wird gelegentlich umgangssprachlich der Name „Gombessa“ verwendet.

## Körperbau

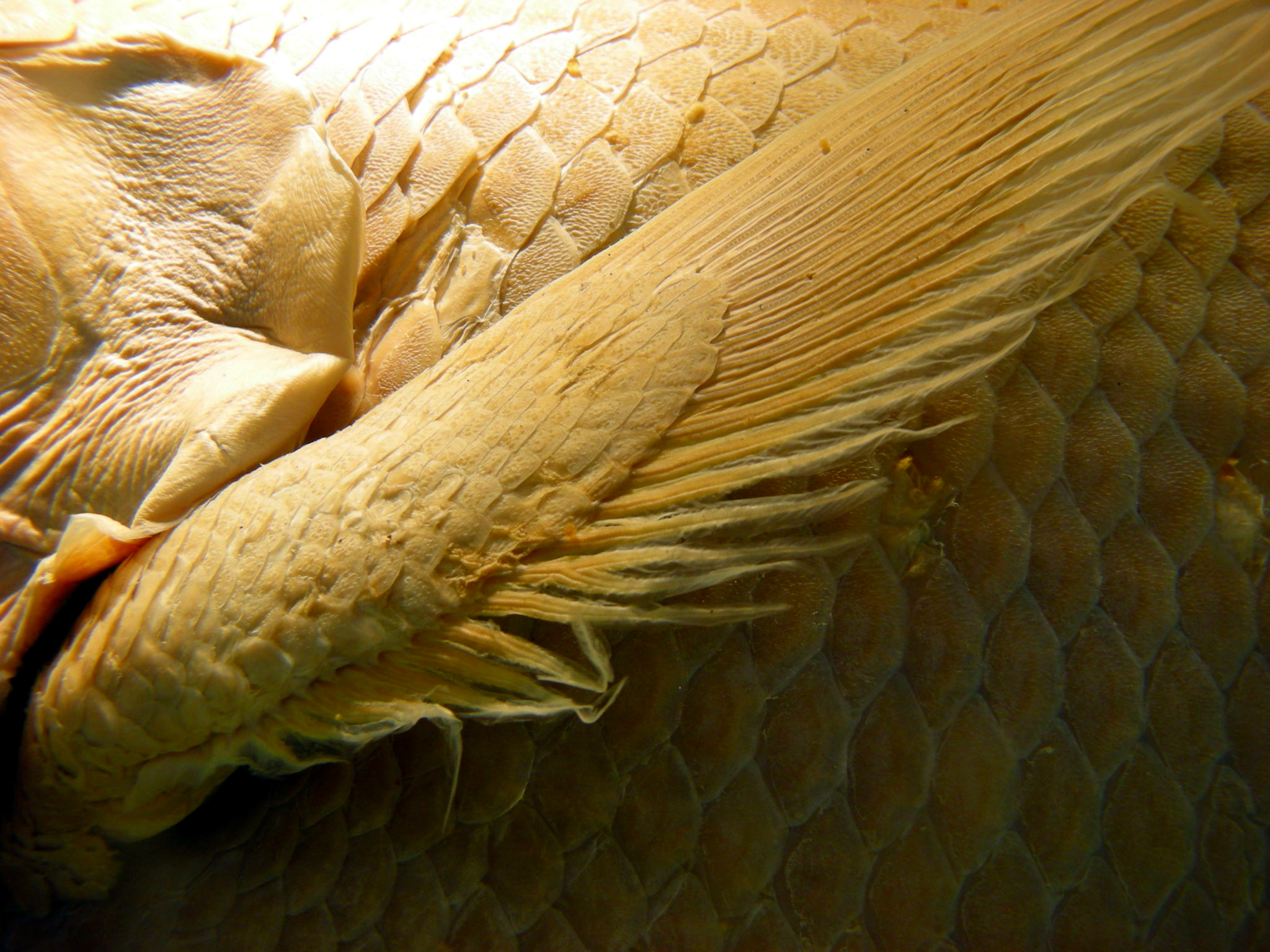
Bemuskelte Brustflosse (Sarcopterygium) am Präparat eines Komoren-Quastenflossers im Londoner Natural History Museum

Ein gemeinsames Merkmal (Synapomorphie) der Quastenflosser und Lungenfische ist das teilweise verknöcherte und mit Muskulatur versehene Skelett der Brust- und Bauchflossen. Sie werden deshalb zur Klasse der Fleisch- oder Muskelflosser (Sarcopterygii) zusammengefasst. Ähnlich gebaut sind aber auch die zweite Rücken- und die Afterflosse, die dem Fisch ein präzises örtliches Manövrieren ermöglichen. Die vordere Rückenflosse ist für die Actinistia kennzeichnend stachelig entwickelt (eine Parallele zur D1 der Stachelflosser (Acanthopterygii) – worauf gr. aktis „Strahl“ hinweisen soll).
Der Bau der Brust- und Bauchflossen ähnelt dem Bau der Gliedmaßen der Landwirbeltiere. Vermutlich haben frühe Quastenflosser-Arten ihre muskulösen Flossen zur Fortbewegung am Meeresboden, möglicherweise auch an Land benutzt. Ein mit Fett gefülltes blasenartiges Organ am Darm, das als Rudiment einer auch als Lunge nutzbaren Schwimmblase interpretiert wird, gilt als Indiz für die Fähigkeit der „Ur-Latimeria“, Luft zu atmen. Bei den rezenten Lungenfischen ist ein solches Organ noch vorhanden und funktionsfähig.
Quastenflosser verfügen über ein Gelenk im Schädel. Dieses Gelenk erlaubt es ihnen, den Oberkiefer gegenüber dem hinteren Schädelteil anzuheben (Schädelkinese), um so beim Fressen die Maulöffnung zu vergrößern. Wichtig für den Nahrungserwerb ist auch das Rostralorgan, eine Höhlung im Schädel an der Schnauzenspitze, mit deren Sinneszellen Latimeria elektrische Felder wahrnimmt, wie sie alle lebenden Tiere umgeben. Ähnliche Elektrorezeptoren haben viele primitivere Fische, darunter die Haie.
Latimeria wird bis zu zwei Meter lang und 100 Kilogramm schwer. Das Gehirn eines solchen Fisches wiegt allerdings nur einige Gramm. Es nimmt in der Schädelhöhle, durch die auch das genannte Gelenk verläuft und die sonst von einem fettigen lymphoiden Gewebe erfüllt ist, nur sehr wenig Raum ein.

## Evolution

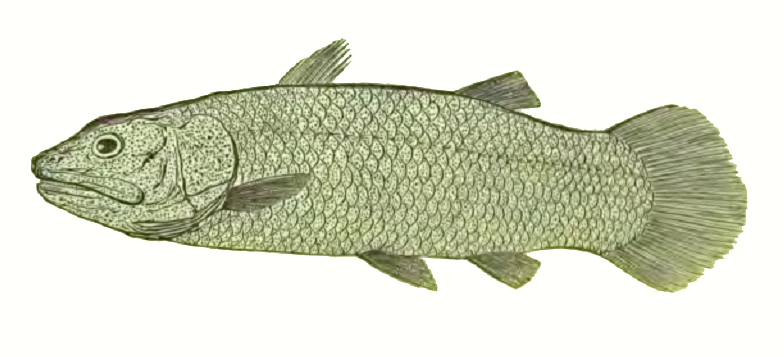
Die Gattung Macropoma aus der Oberkreide von Europa ist mehr als 70 Millionen Jahre alt

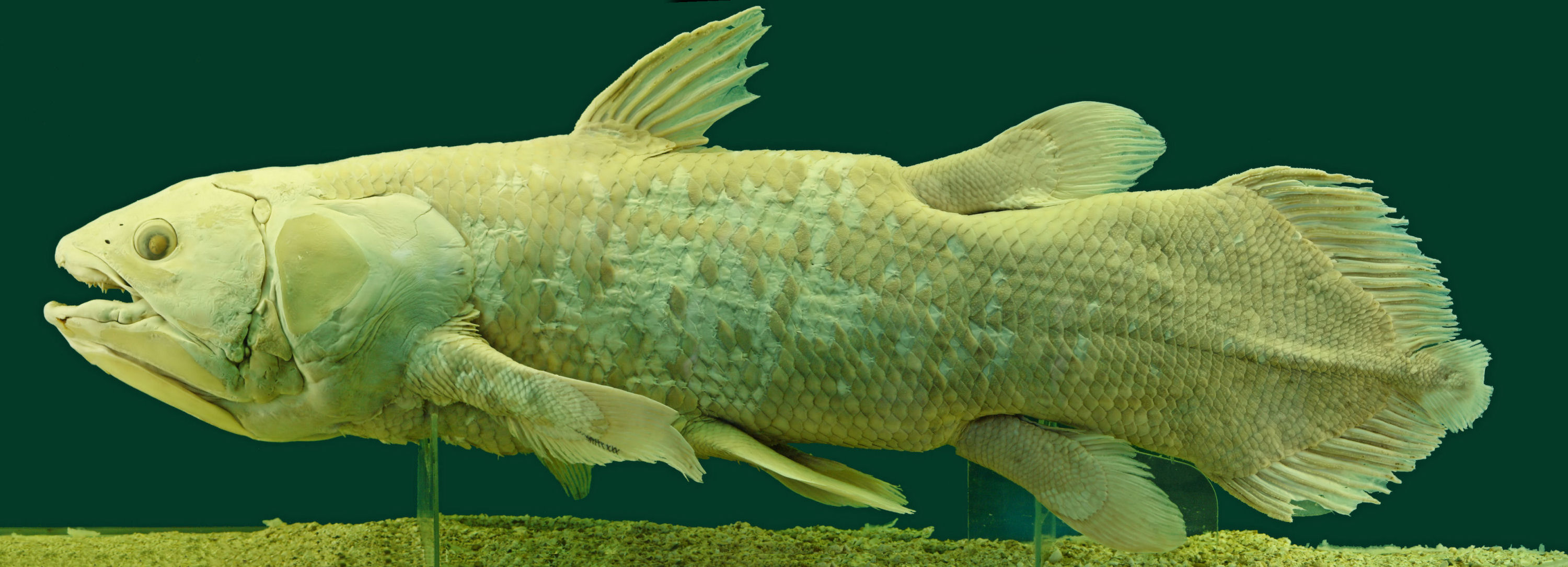
Präparat eines Komoren-Quastenflossers im Naturhistorischen Museum Wien

Die Rhipidistia, nahe Verwandte der Quastenflosser und Lungenfische, werden als Vorfahren der ersten Landwirbeltiere angesehen. Der Aufbau des Skelettes ähnelt Ichthyostega, einem Fossil, das als eines der ersten Amphibien und damit als Landwirbeltier angesehen wird. Der Quastenflosser verwendet seine Flossen in einer Art „Kreuzgang“, aber er bewegt sich nur schwimmend. Die Evolution hatte somit eine Art des „Gehens“ hervorgebracht, die erst später an Land verwendet wurde.
Quastenflosser werden oft als die „Urahnen“ der Landwirbeltiere (Amphibien etc.) dargestellt. Diese ungenaue Darstellung bezieht sich nicht auf die rezenten Quastenflosser, sondern auf die letzten gemeinsamen Vorfahren der Quastenflosser und der Landwirbeltiere. Hierdurch wird klar, dass Genomvergleiche der heute gefangenen Quastenflosser keine Aussage über die evolutionäre Verwandtschaft der „Ur-Quastenflosser“ zu den rezenten Landwirbeltieren zulassen. Die genetische Anpassung der den ursprünglichen Quastenflossern morphologisch sehr ähnlichen rezenten Tiere an den Lebensraum Kontinentalschelf hatte ebenso lange Zeit wie die Entwicklung der heute lebenden Landwirbeltiere. Die Wahrscheinlichkeit, dass das Genom der heutigen Quastenflosser dem der ältesten paläozoischen Formen gleicht, ist daher sehr gering, da eine ähnliche äußere Erscheinung keine Rückschlüsse auf die genetische Übereinstimmung zulässt. Tatsächlich ergaben genetische Vergleiche, dass die Lungenfische eine deutlich größere genetische Übereinstimmung mit den Landwirbeltieren aufweisen als die Quastenflosser.
Der älteste bekannte Quastenflosser ist Eoactinistia aus dem Unterdevon von Australien. Die jüngsten fossilen Zeugnisse stammen aus 70 Millionen Jahre alten Ablagerungen der späten Oberkreide. Ihre Blütezeit lag in der Trias. Daher glaubte man lange, die Quastenflosser wären spätestens mit den Dinosauriern und vielen anderen Lebewesen am Ende des Mesozoikums ausgestorben.

## Entdeckungsgeschichte

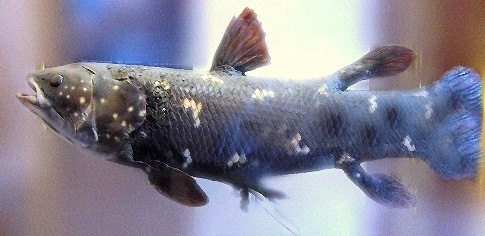
Latimeria chalumnae

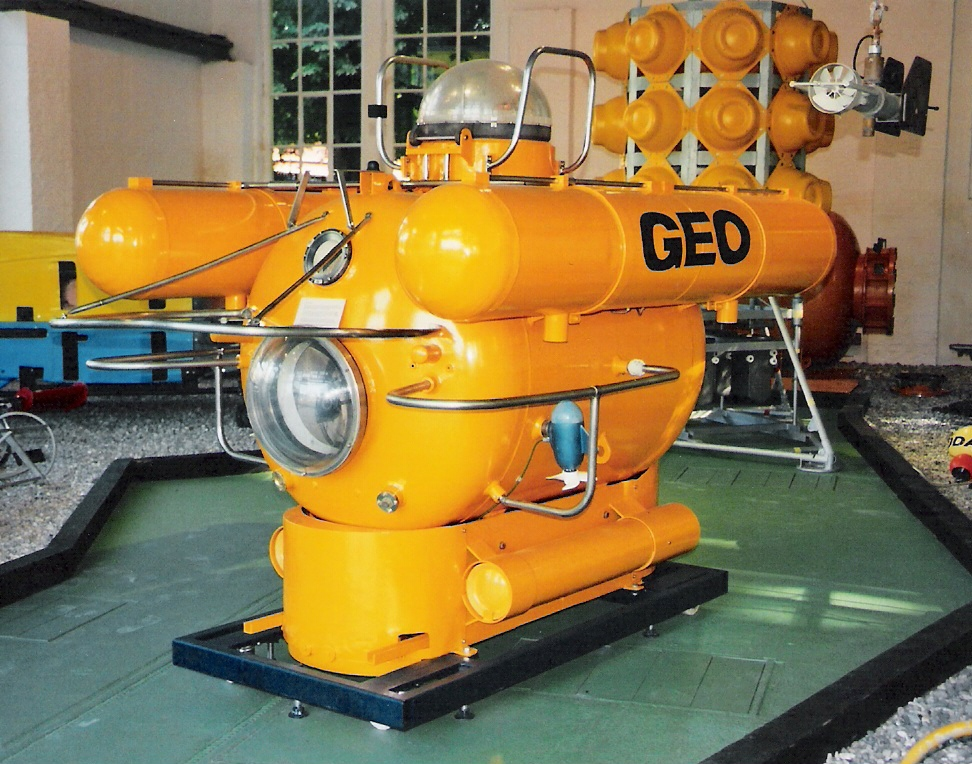
Das Tauchboot Geo im Stralsunder Nautineum Dänholm, 2006

Am 22. Dezember 1938 entdeckte Marjorie Courtenay-Latimer, Leiterin des East London Museums im südafrikanischen East London, in einem großen Fischfang einen stahlblauen, 1,50 Meter langen und 52 Kilogramm schweren Fisch. Das Tier war von einem Fischdampfer unter dem Kommando von Hendrik Goosen in den Gewässern des Indischen Ozeans vor der südafrikanischen Küste nahe der Mündung des Chalumna gefangen worden. Da Courtenay-Latimer sich mit Kapitän Goosen angefreundet hatte, wurde sie regelmäßig über die Einfahrt des Schiffes in den Hafen informiert und hatte die Erlaubnis, interessante Einzelstücke aus dem Fang für ihr Museum auszuwählen. Auffallend an dem Fisch waren neben den großen Schuppen die fleischigen Flossen, die wie Gliedmaßen abstanden, und der mächtige Unterkiefer. Das Exemplar war wegen der Druckverringerung (Dekompression) beim Einholen des Netzes bereits tot. Courtenay-Latimer schickte eine Skizze des Fisches an den Chemiker James L. B. Smith, einen bekannten Amateur-Fischkundler an der Rhodes-Universität in Grahamstown, Südafrika. „Ich wäre kaum erstaunter gewesen, wenn ich auf der Straße einem Dinosaurier begegnet wäre“, schrieb er in seiner ersten Reaktion. Quastenflosser kannte man bis dahin nur als Fossilien und nahm an, dass sie vor über 350 Millionen Jahren im Devon entstanden waren und gegen Ende der Kreidezeit ausstarben. Smith untersuchte den Fund genauer und identifizierte ihn als Nachfahren der fossilen Quastenflosser. Smith benannte den Komoren-Quastenflosser nach seiner Entdeckerin und dem Fluss Chalumna als Latimeria chalumnae.
Erst 14 Jahre später, im Jahr 1952, wurde in der Gegend zwischen den Komoreninseln und Madagaskar, 3000 km von der ersten Fundstelle entfernt, ein zweiter Quastenflosser gefangen. Hier war der Fisch den Einheimischen unter dem Namen Kombessa bekannt und wurde als wenig begehrter Fisch verzehrt. Seine rauen Schuppen verwendete man als Ersatz für Schleifpapier.
Es konnten dann noch weitere Exemplare gefangen werden, einmal sogar ein lebendes.
Erst 1987 gelang es einer deutschen Forschergruppe des Max-Planck-Instituts für Verhaltensphysiologie unter Leitung von Hans Fricke erstmals, den Quastenflosser in seinem natürlichen Lebensraum vor den Komoren zu beobachten. Dabei entdeckten der Tauchbootpilot Jürgen Schauer und der Münchner Biologiestudent Olaf Reinicke am 17. Januar 1987 vom Tauchboot Geo aus in 198 Metern Tauchtiefe den ersten Quastenflosser in seinem natürlichen Lebensraum. Damals entstanden auch die ersten Fotos und Filmaufnahmen von lebenden Quastenflossern. Die Bilder gingen damals um die Welt. Von 1989 an wurde mit Unterstützung der Zoologischen Gesellschaft Frankfurt ein langjähriges Projekt zur Erforschung der Quastenflosser durchgeführt. Bei diesem und weiteren Projekten wurde auch erstmals das neu gebaute Tauchboot Jago eingesetzt. Das Boot erreicht eine Tiefe von 400 Metern und so konnte fast der gesamte Lebensraum dieser seltenen Tiere untersucht werden.
Eine erneute Sensation gab es, als das amerikanische Studentenehepaar Erdmann 1997 und 1998 tote Quastenflosser auf dem Fischmarkt von Manado Tua (Sulawesi) in Indonesien entdeckte – rund 10.000 Kilometer von den Komoren entfernt. Inzwischen fand das Fricke-Forscherteam mit der Jago auch dort lebende Quastenflosser, die als Manado-Quastenflosser (Latimeria menadoensis) bezeichnet werden.

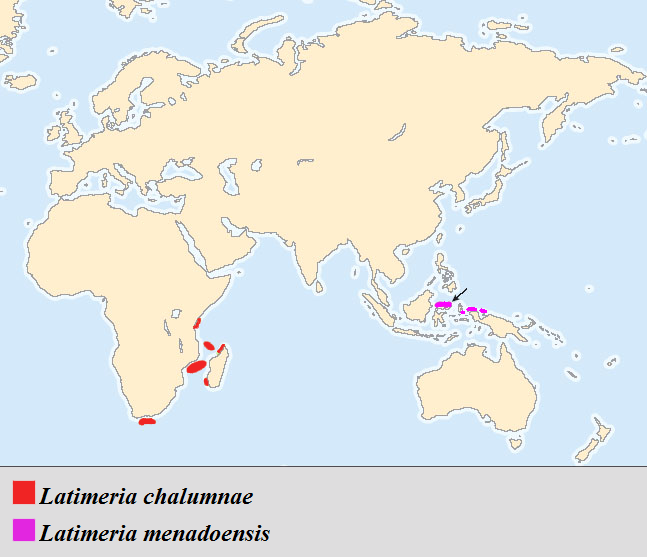
Verbreitung der beiden Latimeria-Arten

## Verbreitung und Lebensraum
Latimeria chalumnae kommt in dem Gebiet zwischen den Komoren und Madagaskar in einer Tiefe von 150 bis 400 Metern vor. Besiedelt sind Höhlen der Komoreninseln Grande Comore, wo mit der Zone du Coelacanthe ein Schutzgebiet etabliert wurde, und Anjouan. Die zweite Art der Gattung, der nach der Hafenstadt Manado benannte Manado-Quastenflosser (Latimeria menadoensis), fand man in den indonesischen Meeresgebieten zwischen Borneo und Sulawesi. Diese Tiere unterscheiden sich morphologisch kaum von den Tieren von den Komoren. Molekulargenetische Untersuchungen der mtDNA zeigen jedoch Unterschiede. Die lassen darauf schließen, dass die beiden Populationen seit etwa zehn Millionen Jahren reproduktiv isoliert sind.
Im Jahr 2000 entdeckten Tiefseetaucher im südafrikanischen iSimangaliso-Wetland-Park am oberen Rand des Canyons mehrere Quastenflosser der Art Latimeria chalumnae in einer Höhle in 100 Meter Tiefe. Das größte Exemplar war zwei Meter lang. Insgesamt wurden 25 Exemplare nachgewiesen.

## Systematik
Die Quastenflosser gehören zu den Fleischflossern (Sarcopterygii) und sind die Schwestergruppe der Dipnotetrapodomorpha, zu denen insbesondere die Lungenfische (Dipnoi bzw., unter Einschluss einiger ausgestorbener Vertreter, Dipnomorpha) sowie die Tetrapodomorpha, das heißt die ausgestorbenen engsten fischartigen Verwandten der Landwirbeltiere einschließlich der Landwirbeltiere (Tetrapoda) selbst, gehören.
Von den zehn Familien der Quastenflosser sind alle bis auf eine ausgestorben.
- Unterklasse Actinistia
  - Eoactinistia † Unterdevon[3]

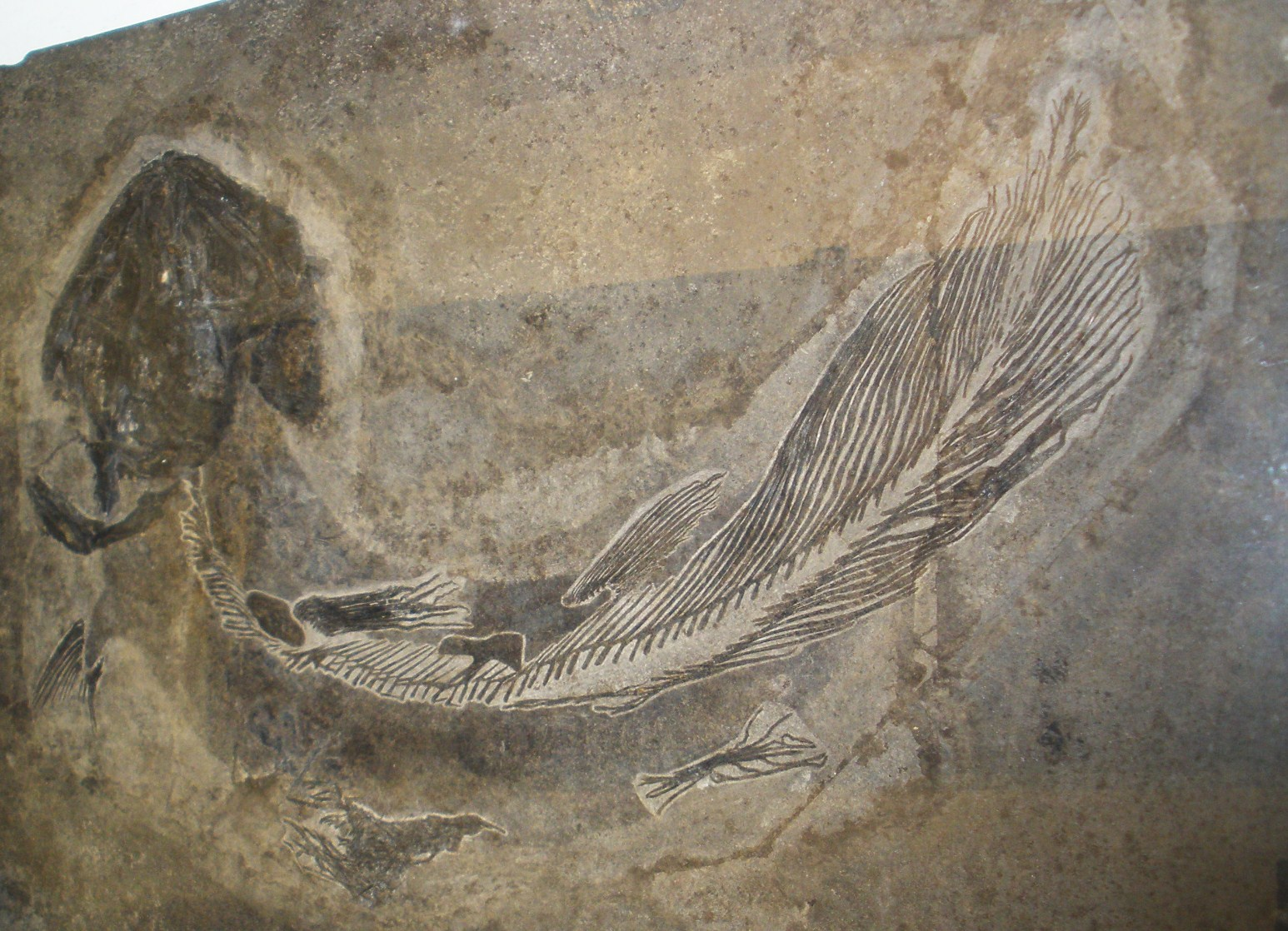
Coelacanthus granulatus

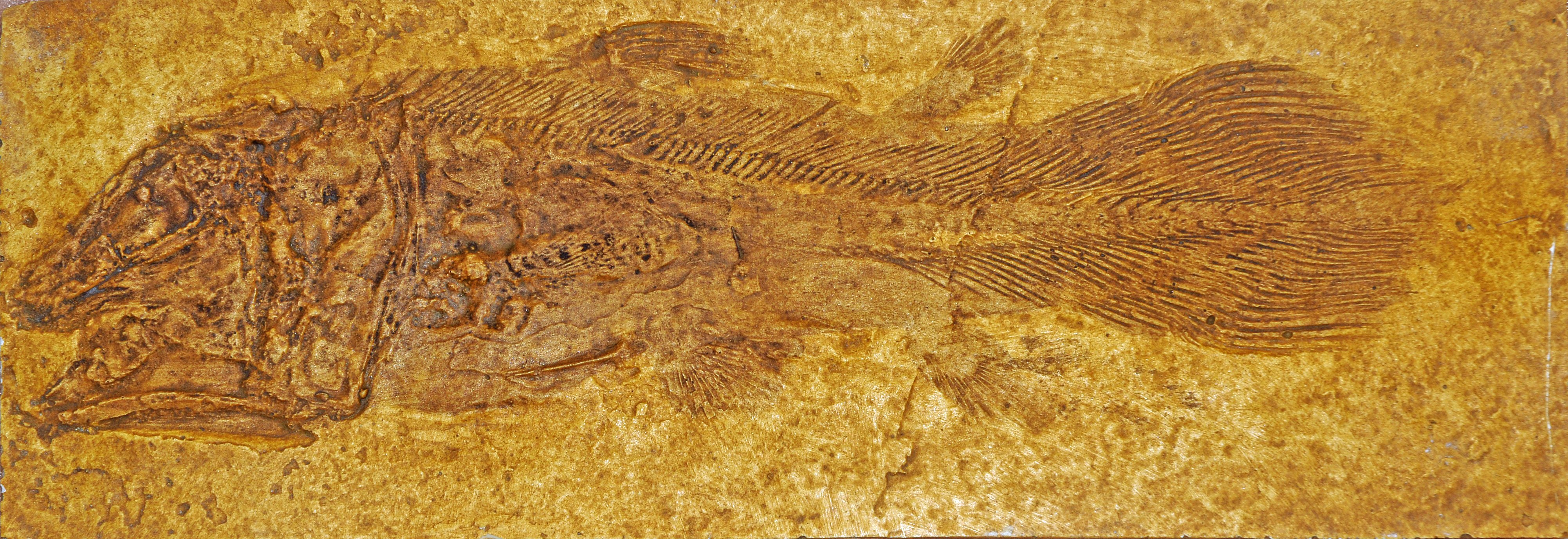
Coccoderma bavaricum

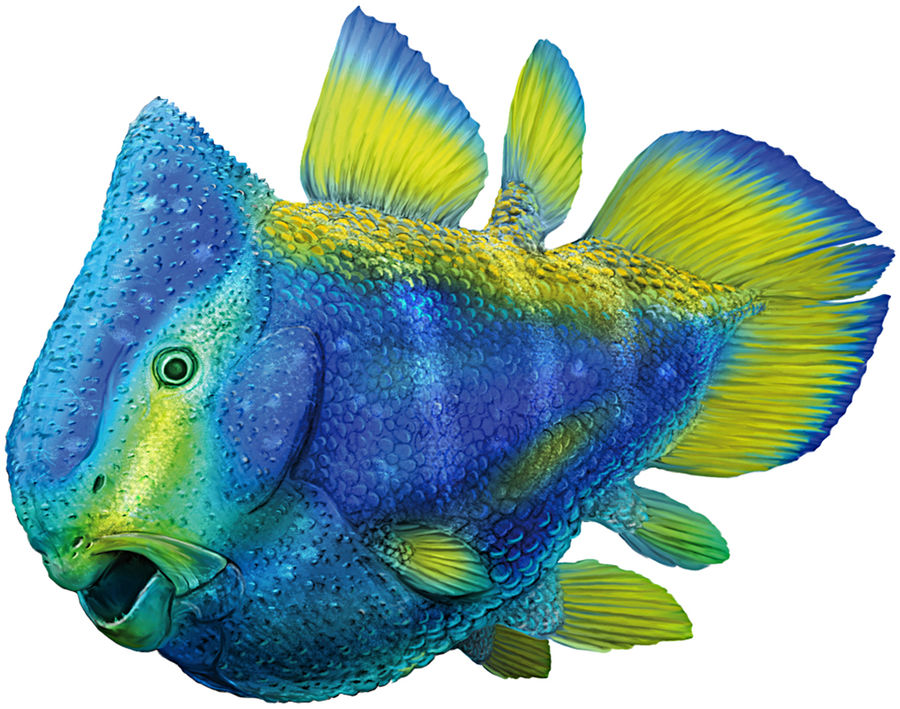
Lebendrekonstruktion von Foreyia maxkuhni aus der Trias der Schweiz

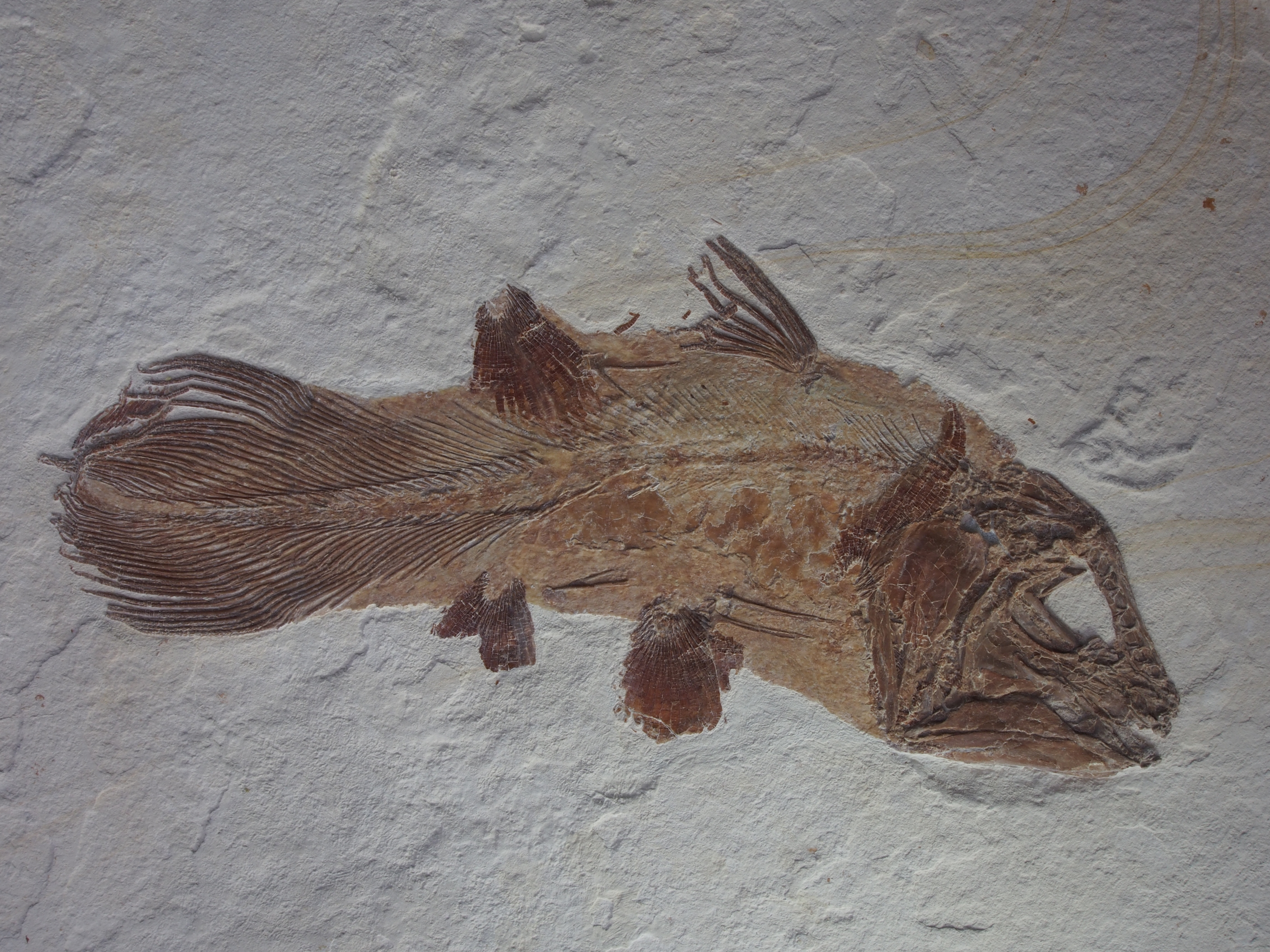
Holophagus penicillatus (Undina penicillata) aus dem Oberen Jura von Painten in Bayern

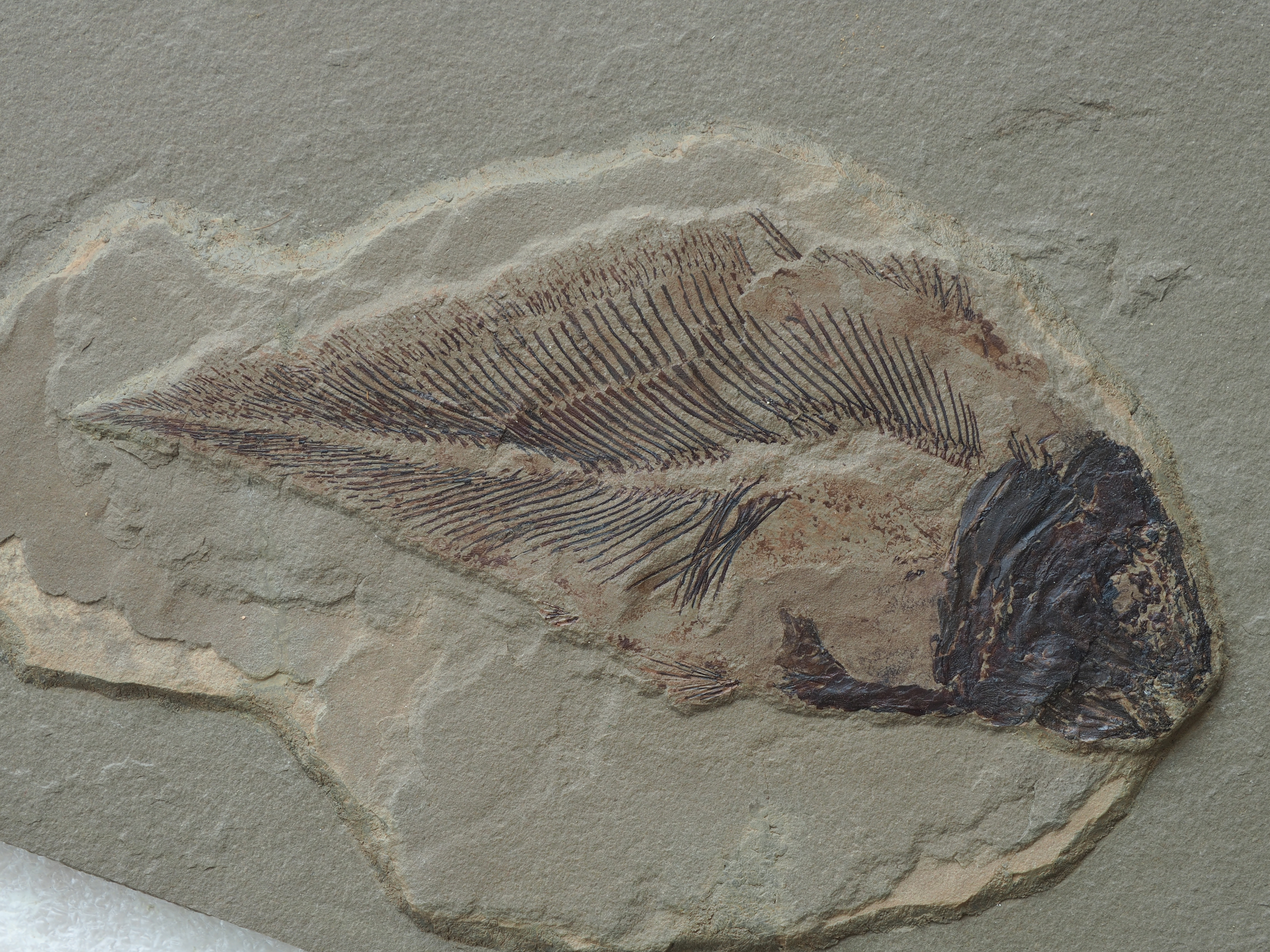
Allenypterus montanus aus dem spätunterkarbonischen Bear-Gulch-Kalkstein von Nordamerika

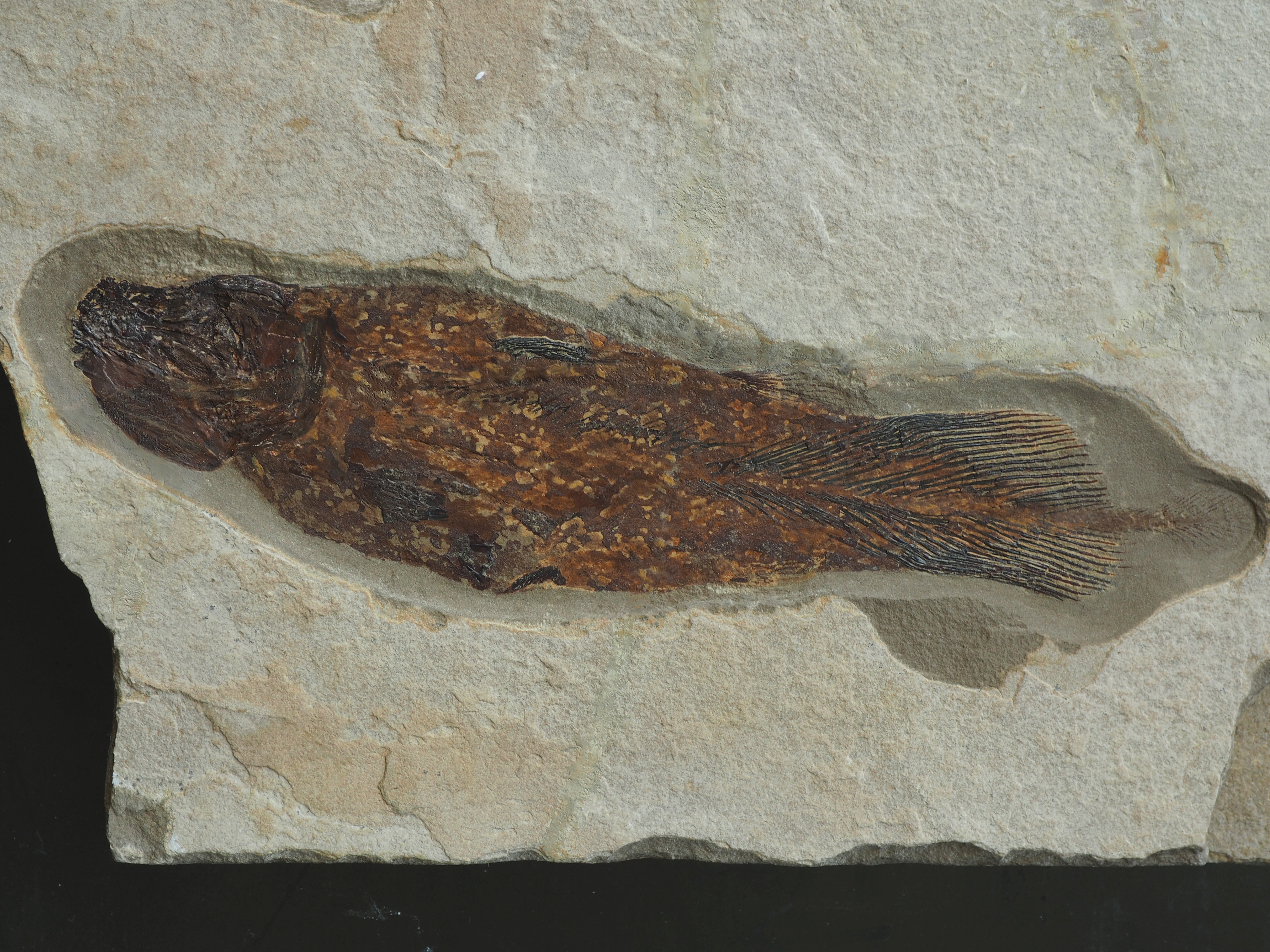
Caridosuctor populosum aus dem spätunterkarbonischen Bear-Gulch-Kalkstein von Nordamerika

  - Ordnung Quastenflosser (Coelacanthiformes)
    - Familie Miguashaiidae † (Devon)
      - Miguashaia †

    - Familie Diplocercidae † (Devon bis Unteres Karbon)
      - Diplocercides †

    - Familie Hadronectoridae †
      - Allenypterus †
      - Hadronector †
      - Polyosteorhynchus †

    - Familie Rhabdodermatidae † (Karbon)
      - Caridosuctor †
      - Rhabdoderma †

    - Familie Coelacanthidae †
      - Axelia †
      - Coelacanthus †
      - Ticinepomis †
      - Wimania †

    - Familie Laugiidae † (Unterer Trias bis Oberjura)
      - Blemnocerca †
      - Coccoderma †
      - Laugia †

    - Familie Whiteiidae † (Trias)
      - Atacamaia †
      - Axelia †
      - Piveteauia †
      - Wimania †
      - Whiteia †

    - Familie Rebellatricidae † (Trias)[1]
      - Rebellatrix †

    - Unterordnung Latimerioidei
      - Familie Mawsoniidae † (Trias und Jura)
        - Alcoveria †
        - Axelrodichthys †
        - Chinlea †
        - Diplurus †
        - Mawsonia †

      - Familie Latimeriidae (Jura bis heute)
        - Foreyia †
        - Holophagus (Syn.: Undina) †
        - Libys †
        - Macropoma †
        - Macropomoides †
        - Megacoelacanthus †
        - Rieppelia †[4]
        - Ticinepomis †
        - Latimeria Smith, 1939
          - Komoren-Quastenflosser (Latimeria chalumnae Smith, 1939)
          - Manado-Quastenflosser (Latimeria menadoensis Pouyaud, Wirjoatmodjo, Rachmatika, Tjakrawidjaja, Hadiaty & Hadie, 1999)